# Nilobezzia paraensis
Nilobezzia paraensis är en tvåvingeart som först beskrevs av Lane 1958.  Nilobezzia paraensis ingår i släktet Nilobezzia och familjen svidknott. Inga underarter finns listade i Catalogue of Life.